# Mark Finley
Mark A. Finley (Norwich, Connecticut, 1945–) amerikai adventista lelkész, televíziós evangelizációs műsorvezető.

## Élete
Az "It Is Written" (Meg van írva) csatorna műsorvezetője, igazgatója volt (1991–2004), amellyel körülutazta a világot, mint adventista televíziós evangelizátor. Ő volt az első adventista lelkész, aki műholdas evangelizációs sorozatokat készített.
2010-től az adventista Generál Konferencia elnökének asszisztenseként szolgált.

## Művei

### Angolul
- 2000 and Beyond
- End Time Living
- The Next Superpower
- Satisfied
- Solid Ground
- Studying Together
- Thirteen Life-Changing Secrets
- Revelations' Predictions for a New Millenium

Társszerzőként Steven R. Mosley mellett
- A Religion that Works
- Confidence Amid Chaos
- Faith Against the Odds
- Jerusalem Showdown
- Hope for a New Century
- Looking for God in all the Wrong Places
- Questioning the Supernatural
- Revelation's Three Most Wanted
- Unshakable Faith
- When Faith Crumbles
- Why So Many Denominations?

Társszerzőként George Vandeman mellett
- The Overcomers

### Magyarul
- Megtalált élet; ford. Hangyás László; Advent, Bp., 1990
- Az utolsó napok. Hogyan tölti be a kereszt a legmélyebb szeretet iránti igényünket?; ford. Szieber Erzsébet; Advent, Bp., 1997
- Tanuljunk együtt! A személyes bizonyságtevés kézikönyve; ford. Hegyes Horváth Csilla; Advent, Bp., 2001
- Bizonyosság a bizonytalan világban; ford. Hangyás Roland; Advent Irodalmi Műhely, Bp., 2009
- Újíts meg ismét, Urunk!; ford. Erdődy-Szilágyi Éva; Advent, Bp., 2011
- Ébredés és reformáció; ford. Zarkáné Teremy Krisztina; Hetednapi Adventista Egyház, Pécel, 2013 (Bibliatanulmányok)
- Egészség és wellness. Titkok, amelyek megváltoztatják életedet; összeáll. Mark A. Finley, Peter N. Landless, ford. Osvald Orsolya; Advent, Bp., 2014
- Barátság – az Istentől kapott küldetés öröme; ford. Zarkáné Teremy Krisztina; Hetednapi Adventista Egyház, Pécel, 2020 (Bibliatanulmányok)
- Barátság – az Istentől kapott küldetés öröme. Tanítói melléklet; ford. Hegyes-Horváth Csilla; Hetednapi Adventista Egyház, Pécel, 2020 (Bibliatanulmányok)
- Nyugalom Krisztusban. Tanítói melléklet; ford. Hegyes-Horváth Csilla; Hetednapi Adventista Egyház, Pécel, 2021 (Bibliatanulmányok)